# Zisterzienserinnenkloster Boos
Das Zisterzienserinnenkloster Boos war von 1231 bis 1240 ein Kloster der Zisterzienserinnen in der Gemarkung Boos in Ebersbach-Musbach im Landkreis Ravensburg in Baden-Württemberg.

## Geschichte
Beginen aus Mengen im Landkreis Sigmaringen und solche, die sich 1227 in Seefelden (später in Alt-Birnau) als Gemeinschaft konstituiert hatten, gründeten 1231 (mit Unterstützung des Abtes von Kloster Salem, Eberhard von Rohrdorf) in Boos (5 km südöstlich Bad Saulgau und 20 km südöstlich Mengen) ein Nonnenkloster, das 1236 von Papst Gregor IX. als zisterziensisch bestätigt wurde. 
Die erste Äbtissin hieß Anna von Frankenhofen († 1244). Da der Konvent in Boos beim örtlichen Adel nicht gut gelitten war, wechselte er 1240 in das von Konrad von Winterstetten 18 km südöstlich von Boos gestiftete Kloster Baindt. Boos blieb jedoch weiter mit diesem Kloster verbunden und seit 2003 trägt ein Gemeindesaal den Namen der ersten Äbtissin des Klosters. 
Die Aufarbeitung der Klostergeschichte ist in hohem Maße dem Zisterzienserpater Leodegar Walter (1883–1962) zu verdanken, der im Booser Nachbarort Lampertsweiler (heute: Bad Saulgau) geboren war.

### Handbuchliteratur
- Gereon Christoph Maria Becking: Zisterzienserklöster in Europa, Kartensammlung. Lukas Verlag, Berlin 2000, ISBN 3-931836-44-4, S. 64 B.
- Bernard Peugniez: Guide Routier de l’Europe Cistercienne. Editions du Signe, Straßburg 2012, S. 506.
- Peter Pfister: Klosterführer aller Zisterzienserklöster im deutschsprachigen Raum. 2. Auflage, Kunstverlag Josef Fink, Lindenberg 1998, S. 59.